# Suurisaari (ö i Finland, Kymmenedalen, Kouvola, lat 60,91, long 26,87)
Suurisaari är en ö i Finland. Den ligger i sjön Rapojärvi och Haukkajärvi och i kommunen Kouvola i den ekonomiska regionen  Kouvola ekonomiska region  och landskapet Kymmenedalen, i den södra delen av landet, 130 km nordost om huvudstaden Helsingfors. Öns area är 38,9 hektar och dess största längd är 1 kilometer i nord-sydlig riktning.